# Rebecca Maria Salentin
Rebecca Maria Salentin (* 13. Juli 1979 in Eschweiler) ist eine deutsche Schriftstellerin und Moderatorin.

## Leben und Werk
Rebecca Maria Salentin wurde am 13. Juli 1979 in Eschweiler geboren und wuchs in der Voreifel auf. Sie ist die Tochter einer Deutschen und eines Israelis. Ihre Großeltern väterlicherseits waren polnische Juden, die den Holocaust überlebten. Sie besuchte das Burgau-Gymnasium in Düren und wechselte in der Oberstufe auf die Anne-Frank-Gesamtschule (Düren) in Mariaweiler. Seit 2003 lebt sie in Leipzig, wo sie zehn Jahre lang das Sommercafé ZierlichManierlich in einem alten Zirkuswagen betrieb. Sie veröffentlichte bis dato zwei Romane sowie verschiedene Texte in Zeitschriften und Anthologien. Im Juni 2021 erschien ihr Reisebericht Klub Drushba über ihre viereinhalbmonatige Wanderung von Eisenach bis Budapest auf dem Internationalen Bergwanderweg der Freundschaft.
2022 folgte eine Radtour auf dem Iron Curtain Trail, den sie als erste Frau vollständig abgefahren ist. Ihr Reisebericht darüber erschien im Herbst 2023 unter dem Titel Iron Woman, in dem sie sich auch mit ihrer eigenen (jüdisch-deutschen) Familiengeschichte auseinandersetzt.
Seit 2019 moderiert sie (gemeinsam mit Gast-Moderatoren) die Literaturshow Die schlecht gemalte Deutschlandfahne im Neuen Schauspiel Leipzig.

## Auszeichnungen, Preise und Stipendien
- 2005: Teilnahme am 13. Open-Mike
- 2007: dreimonatiges Aufenthaltsstipendium im Literarischen Colloquium Berlin
- 2007: Teilnahme am 11. Klagenfurter Literaturkurs
- 2008: dreimonatiges Aufenthaltsstipendium im Stuttgarter Schriftstellerhaus
- 2009: Homines-Urbani-Stipendium Villa Decius
- 2012: Stipendium im Schloss Hundisburg, Sachsen-Anhalt
- 2013: Arbeitsstipendium der Kulturstiftung des Freistaates Sachsen
- 2015/2016: Werkstipendium des Deutschen Literaturfonds
- 2016: Arbeitsstipendium der Kulturstiftung des Freistaates Sachsen
- 2021: Stipendium der Kulturstiftung des Freistaates Sachsen VerArtis Pécs, Ungarn
- 2021: Erster Platz „Bester Vortrag“ beim elmundo-Festival, Österreich
- 2021: Zweiter Platz „Bester Vortrag“ bei den Discovery Days, Schweiz
- 2022: Arbeitsstipendium der Stadt Leipzig

## Werke

### Romane
- Hintergrundwissen eines Klavierstimmers, Schöffling & Co., Frankfurt 2007, ISBN 978-3-89561-364-7.
- Schuld war Elvis, C. Bertelsmann Verlag, München 2015, ISBN 978-3-570-10212-1.
- Klub Drushba (Reisebericht), Voland & Quist, Berlin / Dresden 2021, ISBN 978-3-86391-297-0.
- Iron Woman (Reisebericht), Voland & Quist, Berlin / Dresden 2023, ISBN 978-3-86391-373-1.

### Anthologien und Zeitungen / Zeitschriften (Auswahl)
- Meine Großväter waren beide Schreiner. In: Zeit online. 24. Juli 2020.
- Liebesbrief Erster Eindruck von Dir: Peinlich (in: Die Zeit vom 7. Juli 2016) / auch erschienen in: Seither denk ich dauernd an Dich: Besondere Liebesbriefe. Die Zeit (Hg.), Arche Verlag 2017, ISBN 3-7160-2761-8.
- Von einer, die auszog, das Fürchten zu verlernen. In: Zeit online. 16. Februar 2024.

## Belege
1. ↑  "Klub Drushba": ein Buch über Wandern und Freundschaft, mdr.de vom 8. Juni 2021, abgerufen am 10. Juni 2021.
2. ↑  Süddeutsche Zeitung: Fünf Favoriten der Woche: Schöne Kunst zum Wochenende. Abgerufen am 23. April 2022.
3. ↑  „Die schlecht gemalte Deutschlandfahne“ - neue Literaturshow mit Lehn, Salentin und Gästen!, abgerufen am 10. Juni 2021.

| Personendaten    | Personendaten             |
| ---------------- | ------------------------- |
| NAME             | Salentin, Rebecca Maria   |
| KURZBESCHREIBUNG | deutsche Schriftstellerin |
| GEBURTSDATUM     | 13. Juli 1979             |
| GEBURTSORT       | Eschweiler                |